# Motala Väster
Väster är en stadsdel i västra Motala, Östergötland. Området består mestadels av bebyggelse uppförd under 1960- och 1970-talet. Mitt i området byggdes även ett centrum, "Råssnäs centrum", med Konsum- och Vivoaffär, kiosk, gatukök, kyrka, frisör, sparbank och postkontor, samt en låg- och mellanstadieskola. Med åren har mycket förändrats, så numera (2023) finns bara en mataffär, kyrkan, frisören och en kombinerad pizzeria / sportbar.
I direkt anslutning till bostadsområdet finns även en vårdcentral, Vårdcentralen Marieberg. År 2006 öppnades en Lidl-butik i området. 2016 skadades Lidl-byggnaden i en anlagd brand, men har återbyggts. 2018 brann det i en garagelänga på Väster, som totalförstördes. Tiotals bilar brann upp, händelsen utreddes som mordbrand.
Stadsdelen ligger på en udde i Vättern, väster om riksväg 50. 
Till stadsdelen Motala Väster hör områdena Agneshög, Hyddmarken, Gustavsvik, Marieberg, Råssnäs samt Tegelviken.  
Tidigare fanns två skolor i området, Råssnässkolan (F–6) och Mariebergsskolan (7–9). Numera (2020) är  Råssnässkolan riven, och all verksamhet har flyttats till nya Mariebergsskolan (F–9) som kraftigt byggts ut.